# 中華職棒獎項
中華職棒獎項能列出中華職棒頒發的獎項名單，該聯盟於1990年開打至今，現有六個隊伍。

## 打擊獎項
- 打擊王
- 安打王
- 全壘打王
- 打點王
- 盜壘王

## 投手獎項
- 勝投王
- 防禦率王
- 三振王
- 中繼王
- 救援王

## 其他獎項
- 金手套獎
- 最佳十人獎
- 年度新人獎
- 最佳進步獎
- 年度MVP
- 最佳總教練
- 單月MVP
- 明星賽MVP
- 東山再起獎
- 最佳美技獎

## 台灣大賽獎項
- 台灣大賽MVP
- 台灣大賽優秀球員獎

## 外部連結
- 中華職棒年度獎項得主 （页面存档备份，存于）